# PEC Zwolle in het seizoen 2021/22 (vrouwen)
Het seizoen 2021/2022 is het 11e jaar in het bestaan van de Zwolse vrouwenvoetbalclub PEC Zwolle. De club kwam uit in de Vrouwen Eredivisie en is geëindigd op de zesde plaats. Ook nam het deel aan het toernooi om de KNVB beker, hierin werd in de achtste finale, met 1–3, verloren van ADO Den Haag.

## Wedstrijdstatistieken

### Oefenwedstrijden
| Datum + plaats            | Wedstrijd                        | Uitslag       | Scoreverloop                                                  |
| ------------------------- | -------------------------------- | ------------- | ------------------------------------------------------------- |
| 31 juli 2021 Keulen       | Bayer 04 Leverkusen – PEC Zwolle | 3 – 0         |                                                               |
| 4 augustus 2021 Bielefeld | Arminia Bielefeld – PEC Zwolle   | 2 – 4 (1 – 2) | Jill Diekman, Amy Banarsie, Tess van Bentem, Evi Maatman      |
| 12 augustus 2021 Zwolle   | Be Quick '28 – PEC Zwolle        | 0 – 4         | Jeva Walk, Marushka van Olst, Imre van der Vegt, Amy Banarsie |
| 21 augustus 2021 Zwolle   | PEC Zwolle – Rot-Weiss Essen     | 2 – 2         | Marit Auée, Evi Maatman                                       |
| 15 april 2022 Zwolle      | PEC Zwolle – SG Essen-Schönebeck | 1 – 3         | Piet Hendriksen                                               |

### Vrouwen Eredivisie
| | 1e speelronde | PSV | 3 – 0 (2 – 0)    | PEC Zwolle                                                                          | Opstelling PEC Zwolle: |
| 27 augustus 2021 Aanvangstijd: 19.30 uur Plaats: Eindhoven De Herdgang Toeschouwers: 750 Scheidsrechter: Hoogendijk                  | 27 augustus 2021 Aanvangstijd: 19.30 uur Plaats: Eindhoven De Herdgang Toeschouwers: 750 Scheidsrechter: Hoogendijk                  | Esmee Brugts 19' Desiree van Lunteren 44' Mandy van den Berg 73' Ellie Jean 74' Maxime Snellenberg 89'  | Wedstrijdverslag | 87' Moïsa van Koot                                                                  | Pondes, Van Koot, Pruim, Auée, Van der Vegt, Noordman ( 86' Speelman), Van Bentem, Diekman ( 71' Hindriksen), Walk ( 63' Tiemens), Banarsie ( 71' Maatman), Van Olst ( 86' Nassette) |
| | 2e speelronde | PEC Zwolle                                                                                              | 3 – 0 (2 – 0)    | Excelsior                                                                           | Opstelling PEC Zwolle: |
| 3 september 2021 Aanvangstijd: 19.30 uur Plaats: Zwolle MAC³PARK stadion Toeschouwers: 200 Scheidsrechter: Berends                   | 3 september 2021 Aanvangstijd: 19.30 uur Plaats: Zwolle MAC³PARK stadion Toeschouwers: 200 Scheidsrechter: Berends                   | Jill Diekman 9' Kely Pruim 34' Marit Auée 59'                                                           | Wedstrijdverslag | 90' Lieke Huijsmans                                                                 | Pondes, Van Koot, Pruim, Auée ( 86' Speelman), Van der Vegt, Noordman ( 72' Tiemens), Van Bentem, Diekman ( 80' Hindriksen), Walk ( 71' Nassette), Banarsie, Van Olst ( 86' Lindner) |
| | 3e speelronde | FC Twente                                                                                               | 1 – 4 (1 – 0)    | PEC Zwolle                                                                          | Opstelling PEC Zwolle: |
| 12 september 2021 Aanvangstijd: 12.15 uur Plaats: Enschede Het Diekman Toeschouwers: 260 Scheidsrechter: Van der Helm                | 12 september 2021 Aanvangstijd: 12.15 uur Plaats: Enschede Het Diekman Toeschouwers: 260 Scheidsrechter: Van der Helm                | Fenna Kalma 16'                                                                                         | Wedstrijdverslag | 65' 75' Jill Diekman 69' Amy Banarsie 79' Evi Maatman 90' Marit Auée                | Pondes, Van Koot, Pruim, Auée, Van der Vegt, Noordman, Van Bentem, Diekman ( 76' Tiemens), Walk ( 46' Nassette), Banarsie ( 70' Maatman), Van Olst ( 90+2' Hindriksen)               |
| | 4e speelronde | PEC Zwolle                                                                                              | 3 – 0 (0 – 0)    | ADO Den Haag                                                                        | Opstelling PEC Zwolle: |
| 24 september 2021 Aanvangstijd: 19.30 uur Plaats: Zwolle MAC³PARK stadion Toeschouwers: 250 Scheidsrechter: Kuiper                   | 24 september 2021 Aanvangstijd: 19.30 uur Plaats: Zwolle MAC³PARK stadion Toeschouwers: 250 Scheidsrechter: Kuiper                   | Marushka van Olst 48' Moïsa van Koot 55' Evi Maatman 79' Kely Pruim 82'                                 | Wedstrijdverslag | 55' Wiëlle Douma 58' Amber Verspaget                                                | Pondes, Van Koot, Pruim, Auée, Van der Vegt, Noordman ( 86' Murray), Van Bentem ( 71' Tiemens), Diekman, Van Olst ( 87' Nassette), Banarsie ( 68' White), Walk ( 68' Maatman)        |
| | 5e speelronde | sc Heerenveen                                                                                           | 1 – 1 (0 – 1)    | PEC Zwolle                                                                          | Opstelling PEC Zwolle: |
| 1 oktober 2021 Aanvangstijd: 19.30 uur Plaats: Heerenveen Skoatterwâld Toeschouwers: 175 Scheidsrechter: Van der Helm                | 1 oktober 2021 Aanvangstijd: 19.30 uur Plaats: Heerenveen Skoatterwâld Toeschouwers: 175 Scheidsrechter: Van der Helm                | Chimera Ripa 88'                                                                                        | Wedstrijdverslag | 20' Marushka van Olst 26' Kely Pruim                                                | Pondes, Van Koot, Pruim, Auée, Van der Vegt, Noordman, Tiemens, Diekman ( 86' Nassette), Van Olst ( 73' Murray), Banarsie ( 61' Maatman), Walk ( 61' White)                          |
| | 6e speelronde | PEC Zwolle                                                                                              | 2 – 1 (1 – 1)    | Feyenoord                                                                           | Opstelling PEC Zwolle: |
| 8 oktober 2021 Aanvangstijd: 19.30 uur Plaats: Zwolle MAC³PARK stadion Toeschouwers: 1.587 Scheidsrechter: Oosterkamp                | 8 oktober 2021 Aanvangstijd: 19.30 uur Plaats: Zwolle MAC³PARK stadion Toeschouwers: 1.587 Scheidsrechter: Oosterkamp                | Moïsa van Koot 15' Jeva Walk 65'                                                                        | Wedstrijdverslag | 27' Celainy Obispo                                                                  | Pondes, Van Koot, Auée, Pruim ( 35' Nassette), Van der Vegt, Noordman, Tiemens, Diekman ( 89' White), Van Olst, Banarsie ( 46' Murray), Walk ( 67' Maatman)                          |
| | 7e speelronde | VV Alkmaar                                                                                              | 3 – 1 (3 – 0)    | PEC Zwolle                                                                          | Opstelling PEC Zwolle: |
| 15 oktober 2021 Aanvangstijd: 19.30 uur Plaats: Alkmaar Robonsbosweg Toeschouwers: 200 Scheidsrechter: Schipper                      | 15 oktober 2021 Aanvangstijd: 19.30 uur Plaats: Alkmaar Robonsbosweg Toeschouwers: 200 Scheidsrechter: Schipper                      | Camie Mol 21' 33' Emmeke Henschen 37' Sanne Koopman 45+1' Nicole Stoop 90'                              | Wedstrijdverslag | 56' Danique Noordman                                                                | Pondes, Van Koot, Auée ( 85' Hindriksen), Pruim, Van der Vegt, Noordman, Tiemens ( 63' Van Bentem), Murray ( 68' Maatman), Van Olst, Banarsie ( 63' Nassette), Walk ( 46' White)     |
| | 8e speelronde | PEC Zwolle                                                                                              | 1 – 3 (1 – 1)    | Ajax                                                                                | Opstelling PEC Zwolle: |
| 29 oktober 2021 Aanvangstijd: 19.30 uur Plaats: Zwolle MAC³PARK stadion Toeschouwers: 2.187 Scheidsrechter: Janssen                  | 29 oktober 2021 Aanvangstijd: 19.30 uur Plaats: Zwolle MAC³PARK stadion Toeschouwers: 2.187 Scheidsrechter: Janssen                  | Marushka van Olst 43'                                                                                   | Wedstrijdverslag | 5' Victoria Pelova 61', 66' Romée Leuchter                                          | Pondes, Van Koot, Pruim, Lindner, Auée, Noordman, Tiemens ( 83' Nassette), Banarsie ( 63' Maatman), Walk ( 46' Hindriksen), Murray, Van Olst ( 83' Speelman)                         |
| 9e speelronde | 9e speelronde | Vrij | Vrij             | Vrij                                                                                | Vrij |
| | 10e speelronde | Excelsior                                                                                               | 2 – 1 (1 – 1)    | PEC Zwolle                                                                          | Opstelling PEC Zwolle: |
| 12 november 2021 Aanvangstijd: 19.30 uur Plaats: Rotterdam Van Donge & De Roo Stadion Toeschouwers: 200 Scheidsrechter: Schuurmans   | 12 november 2021 Aanvangstijd: 19.30 uur Plaats: Rotterdam Van Donge & De Roo Stadion Toeschouwers: 200 Scheidsrechter: Schuurmans   | Sabrine Ellouzi 34' Nikki Ridder 90+4' Stephanie Coelho Aurélio 90+6'                                   | Wedstrijdverslag | 19' Tess van Bentem                                                                 | Pondes, Van Koot, Auée, Pruim, Lindner, Tiemens, Van Bentem ( 76' Speelman), Noordman, Walk, Banarsie ( 76' Maatman), Van Olst ( 90+1' White)                                        |
| | 11e speelronde | PEC Zwolle                                                                                              | 1 – 1 (0 – 1)    | PSV                                                                                 | Opstelling PEC Zwolle: |
| 21 november 2021 Aanvangstijd: 12.15 uur Plaats: Zwolle MAC³PARK stadion Toeschouwers: 0 Scheidsrechter: Fledderus                   | 21 november 2021 Aanvangstijd: 12.15 uur Plaats: Zwolle MAC³PARK stadion Toeschouwers: 0 Scheidsrechter: Fledderus                   | Karli White 88'                                                                                         | Wedstrijdverslag | 4' Maruschka Waldus 45+3' (pen.) Desiree van Lunteren                               | Pondes, Van Koot, Auée, Pruim ( 84' Kommer), Nassette, Van Bentem, Tiemens ( 69' White), Noordman ( 90' Speelman), Banarsie ( 82' Maatman), Van Olst, Walk                           |
| | 12e speelronde | PEC Zwolle                                                                                              | 2 – 3 (1 – 2)    | VV Alkmaar                                                                          | Opstelling PEC Zwolle: |
| 5 december 2021 Aanvangstijd: 12.15 uur Plaats: Zwolle MAC³PARK stadion Toeschouwers: 0 Scheidsrechter: Smeenk                       | 5 december 2021 Aanvangstijd: 12.15 uur Plaats: Zwolle MAC³PARK stadion Toeschouwers: 0 Scheidsrechter: Smeenk                       | Amy Banarsie 36' Moïsa van Koot 48'                                                                     | Wedstrijdverslag | 13' Nicole Stoop 16' Sanne Koopman 74' Alieke Tuin                                  | Pondes, Van Koot, Pruim ( 83' Darnoud), Auée, Nassette ( 85' Murray), Noordman, Van Bentem, Tiemens ( 66' Speelman), Banarsie ( 66' Maatman), Van Olst, Walk                         |
| | 13e speelronde | Feyenoord                                                                                               | 1 – 0 (1 – 0)    | PEC Zwolle                                                                          | Opstelling PEC Zwolle: |
| 10 december 2021 Aanvangstijd: 19.30 uur Plaats: Rotterdam Varkenoord Toeschouwers: 0 Scheidsrechter: Eren                           | 10 december 2021 Aanvangstijd: 19.30 uur Plaats: Rotterdam Varkenoord Toeschouwers: 0 Scheidsrechter: Eren                           | Celainy Obispo 12' Robine de Ridder 45+1' Annouk Boshuizen 48'                                          | Wedstrijdverslag | 66' Katie Murray                                                                    | Pondes, Van Koot, Pruim, Maatman ( 77' Nassette), Auée ( 52' Darnoud), Noordman, Murray, Van Bentem, Walk, Van Olst, Speelman                                                        |
| | 14e speelronde | PEC Zwolle                                                                                              | 3 – 1 (1 – 1)    | sc Heerenveen                                                                       | Opstelling PEC Zwolle: |
| 17 december 2021 Aanvangstijd: 19.30 uur Plaats: Zwolle MAC³PARK stadion Toeschouwers: 0 Scheidsrechter: Spoon                       | 17 december 2021 Aanvangstijd: 19.30 uur Plaats: Zwolle MAC³PARK stadion Toeschouwers: 0 Scheidsrechter: Spoon                       | Marushka van Olst 42' Danique Noordman 51' Evi Maatman 66'                                              | Wedstrijdverslag | 11' Kristen McFarland                                                               | Pondes, Van Koot, Pruim, Darnoud, Murray, Noordman, Van Bentem, Walk ( 88' Tiemens), Van Olst ( 82' Hindriksen), Maatman, Banarsie ( 82' Nassette)                                   |
| | 15e speelronde | PEC Zwolle                                                                                              | 1 – 4 (1 – 2)    | FC Twente                                                                           | Opstelling PEC Zwolle: |
| 16 januari 2022 Aanvangstijd: 12.15 uur Plaats: Zwolle MAC³PARK stadion Toeschouwers: 0 Scheidsrechter: Van der Helm                 | 16 januari 2022 Aanvangstijd: 12.15 uur Plaats: Zwolle MAC³PARK stadion Toeschouwers: 0 Scheidsrechter: Van der Helm                 | Evi Maatman 4' Jeva Walk 48'                                                                            | Wedstrijdverslag | 3' Suzanne Giesen 5' Renate Jansen 50' (e.d.) Moon Pondes 71' (e.d.) Moïsa van Koot | Pondes, Murray, Darnoud ( 74' Speelman), Pruim, Van Koot, Walk ( 74' Heijne), Van Bentem, Tiemens, Banarsie ( 46' Nassette), Maatman, Van Olst ( 83' Schilder)                       |
| | 16e speelronde | ADO Den Haag                                                                                            | 0 – 2 (0 – 2)    | PEC Zwolle                                                                          | Opstelling PEC Zwolle: |
| 21 januari 2022 Aanvangstijd: 19.30 uur Plaats: Den Haag Cars Jeans Stadion Toeschouwers: 0 Scheidsrechter: Aafouallah               | 21 januari 2022 Aanvangstijd: 19.30 uur Plaats: Den Haag Cars Jeans Stadion Toeschouwers: 0 Scheidsrechter: Aafouallah               | | Wedstrijdverslag | 31' Danique Noordman 39' Celien Tiemens                                             | Pondes, Murray, Auée, Darnoud, Van Koot, Tiemens, Van Bentem, Pruim, Noordman ( 77' Speelman), Maatman, Van Olst                                                                     |
| 17e speelronde | 17e speelronde | Vrij | Vrij             | Vrij                                                                                | Vrij |
| | 18e speelronde | Ajax | 3 – 0 (1 – 0)    | PEC Zwolle                                                                          | Opstelling PEC Zwolle: |
| 11 februari 2022 Aanvangstijd: 19.30 uur Plaats: Amsterdam De Toekomst Toeschouwers: Scheidsrechter: Hoogendijk                      | 11 februari 2022 Aanvangstijd: 19.30 uur Plaats: Amsterdam De Toekomst Toeschouwers: Scheidsrechter: Hoogendijk                      | Romée Leuchter 12' Jonna van de Velde 66' Tiny Hoekstra 84'                                             |                  |                                                                                     | Pondes, Murray, Auée, Pruim, Van Koot, Tiemens, Van Bentem, Walk ( 74' Brouwer), Schilder ( 74' Wattilete), Van Olst, Nassette ( 46' Heijne)                                         |
| | 19e speelronde | PEC Zwolle                                                                                              | 1 – 3 (1 – 0)    | FC Twente                                                                           | Opstelling PEC Zwolle: |
| 6 maart 2022 Aanvangstijd: 12.15 uur Plaats: Zwolle MAC³PARK stadion Toeschouwers: 200 Scheidsrechter: Nelissen                      | 6 maart 2022 Aanvangstijd: 12.15 uur Plaats: Zwolle MAC³PARK stadion Toeschouwers: 200 Scheidsrechter: Nelissen                      | Jeva Walk 43' Licia Darnoud 83'                                                                         | Wedstrijdverslag | 75' Fenna Kalma 80' Marisa Olislagers 90+8' Anna-Lena Stolze                        | Pondes, Van Koot, Pruim ( 70' Darnoud), Auée, Murray, Noordman, Tiemens, Speelman ( 70' Maatman), Vliek, Walk, Van Olst ( 81' White)                                                 |
| | 20e speelronde | Excelsior                                                                                               | 1 – 2 (0 – 0)    | PEC Zwolle                                                                          | Opstelling PEC Zwolle: |
| 11 maart 2022 Aanvangstijd: 19.30 uur Plaats: Rotterdam Van Donge & De Roo Stadion Toeschouwers: 175 Scheidsrechter: R. van der Rest | 11 maart 2022 Aanvangstijd: 19.30 uur Plaats: Rotterdam Van Donge & De Roo Stadion Toeschouwers: 175 Scheidsrechter: R. van der Rest | Daniëlle Noordermeer 51'                                                                                | Wedstrijdverslag | 53' (pen.) Moïsa van Koot 90+1' Amy Banarsie                                        | Pondes, Murray ( 65' Darnoud), Auée, Pruim, Van Koot, Speelman ( 57' Maatman), Tiemens, Vliek, Van Olst, Noordman, Walk ( 80' Banarsie)                                              |
| | 21e speelronde | PEC Zwolle                                                                                              | 2 – 1 (1 – 0)    | VV Alkmaar                                                                          | Opstelling PEC Zwolle: |
| 25 maart 2022 Aanvangstijd: 19.30 uur Plaats: Zwolle MAC³PARK stadion Toeschouwers: 1.000 Scheidsrechter: M. Wever                   | 25 maart 2022 Aanvangstijd: 19.30 uur Plaats: Zwolle MAC³PARK stadion Toeschouwers: 1.000 Scheidsrechter: M. Wever                   | Leonie Vliek 4' Anna Ruiter 82' (e.d.)                                                                  | Wedstrijdverslag | 69' Sanne Koopman 76' Camie Mol                                                     | Pondes, Murray, Darnoud ( 74' Speelman), Pruim, Van Koot, Tiemens, Noordman, Vliek, Van Olst, Maatman ( 74' Banarsie), Walk ( 90+3' White)                                           |
| | 22e speelronde | ADO Den Haag                                                                                            | 2 – 0 (0 – 0)    | PEC Zwolle                                                                          | Opstelling PEC Zwolle: |
| 1 april 2022 Aanvangstijd: 19.30 uur Plaats: Den Haag Cars Jeans Stadion Toeschouwers: Scheidsrechter: A. Hilgersom                  | 1 april 2022 Aanvangstijd: 19.30 uur Plaats: Den Haag Cars Jeans Stadion Toeschouwers: Scheidsrechter: A. Hilgersom                  | Liz Rijsbergen 54' Jaimy Ravensbergen 74'                                                               |                  |                                                                                     | Pondes, Murray ( 90' Nassette), Darnoud, Pruim, Auée, Noordman, Walk ( 46' Speelman), Tiemens, Van Olst ( 46' Van Bentem), Maatman ( 66' Banarsie), Vliek                            |
| | 23e speelronde | Feyenoord                                                                                               | 2 – 2 (1 – 2)    | PEC Zwolle                                                                          | Opstelling PEC Zwolle: |
| 22 april 2022 Aanvangstijd: 19.30 uur Plaats: Rotterdam Varkenoord Toeschouwers: 700 Scheidsrechter: Van Dijk                        | 22 april 2022 Aanvangstijd: 19.30 uur Plaats: Rotterdam Varkenoord Toeschouwers: 700 Scheidsrechter: Van Dijk                        | Pia Rijsdijk 7' Cheyenne van den Goorbergh 58'                                                          | Wedstrijdverslag | 30' Jeva Walk 45+1' Marushka van Olst                                               | Pondes, Murray ( 72' Speelman), Auée, Pruim, Van Koot, Van Bentem, Tiemens, Noordman, Van Olst ( 83' Maatman), Walk, Vliek                                                           |
| | 24e speelronde | PEC Zwolle                                                                                              | 0 – 2 (0 – 1)    | PSV                                                                                 | Opstelling PEC Zwolle: |
| 29 april 2022 Aanvangstijd: 19.30 uur Plaats: Zwolle MAC³PARK stadion Toeschouwers: 2.420 Scheidsrechter: P. Smeenk                  | 29 april 2022 Aanvangstijd: 19.30 uur Plaats: Zwolle MAC³PARK stadion Toeschouwers: 2.420 Scheidsrechter: P. Smeenk                  | |                  | 15', 58' Melanie Bross Maruschka Waldus 65'                                         | Pondes, Vliek ( 65' Nassette), Auée, Pruim, Van Koot, Speelman ( 65' Darnoud), Van Bentem ( 84' White), Tiemens, Noordman, Walk ( 73' Maatman), Van Olst ( 73' Banarsie)             |
| | 25e speelronde | Ajax | 7 – 0 (2 – 0)    | PEC Zwolle                                                                          | Opstelling PEC Zwolle: |
| 8 mei 2022 Aanvangstijd: 12.15 uur Plaats: Amsterdam De Toekomst Toeschouwers: Scheidsrechter: R. Berends                            | 8 mei 2022 Aanvangstijd: 12.15 uur Plaats: Amsterdam De Toekomst Toeschouwers: Scheidsrechter: R. Berends                            | Nikita Tromp 8', 90' 64' Chasity Grant 37' Nadine Noordam 53', 56' Romée Leuchter 61' Tiny Hoekstra 83' | Wedstrijdverslag |                                                                                     | Pondes, Auée, Nassette ( 67' Darnoud), Tiemens, Van Koot, Maatman ( 85' Van de Velde), Noordman ( 89' Te Wierik), Murray, Walk ( 67' Hindriksen), Speelman ( 46' Banarsie), Van Olst |
| | 26e speelronde | PEC Zwolle                                                                                              | 1 – 1 (0 – 1)    | sc Heerenveen                                                                       | Opstelling PEC Zwolle: |
| 13 mei 2022 Aanvangstijd: 19.30 uur Plaats: Zwolle MAC³PARK stadion Toeschouwers: 250 Scheidsrechter: O. Khalifa                     | 13 mei 2022 Aanvangstijd: 19.30 uur Plaats: Zwolle MAC³PARK stadion Toeschouwers: 250 Scheidsrechter: O. Khalifa                     | Karli White 88'                                                                                         | Wedstrijdverslag | 16' Merel Bormans                                                                   | Pondes, Vliek, Van Koot, Auée, Murray, Tiemens ( 50' Nassette), Banarsie ( 87' White), Speelman ( 46' Darnoud), Walk, Hindriksen ( 64' Maatman), Van Olst ( 46' Pruim)               |
| 27e speelronde | 27e speelronde | Vrij | Vrij             | Vrij                                                                                | Vrij |

### KNVB beker
| Achtste finale | Be Quick '28                     | 0 – 7 (0 – 3)    | PEC Zwolle                                                                                                | Opstelling PEC Zwolle: |
| 29 januari 2022 Aanvangstijd: 14.30 uur Plaats: Zwolle Sportpark Be Quick '28 Toeschouwers: 250 Scheidsrechter: Smit |                                  | Wedstrijdverslag | 8' Marushka van Olst 20', 60' Loyce Speelman 37' Leonie Vliek 55' Licia Darnoud 84' Moïsa van Koot        | Pondes, Murray, Auée ( 46' Darnoud), Pruim, Van Koot, Tiemens, Van Bentem, Speelman ( 74' Nassette), Noordman, Van Olst, Vliek ( 74' Brouwer) |
| Kwartfinale | PEC Zwolle                       | 1 – 3 (1 – 1)    | ADO Den Haag                                                                                              | Opstelling PEC Zwolle: |
| 25 februari 2022 Aanvangstijd: 19.30 uur Plaats: Zwolle MAC³PARK stadion Toeschouwers: Scheidsrechter: M. Overtoom   | Loyce Speelman 20' Jeva Walk 42' |                  | 22' Jannette van Belen 28' Maartje Looijen 72' 77' Liz Rijsbergen 74' Gwyneth Hendriks 90' Kayra Nelemans | Pondes, Murray, Auée, Pruim, Vliek, Noordman, Tiemens, Speelman ( 46' Heijne), Schilder ( 78' White), Van Olst, Walk                          |

## Selectie en technische staf

### Selectie
| Nr.             | Nat.                      | Naam               | Competitie  | Competitie  | Beker       | Beker       | Totaal      | Totaal      | Seizoen bij PEC Zwolle | Vorige club             | Debuut PEC Zwolle |             |             |             |             |
| Nr.             | Nat.                      | Naam               | W           | Goal        | W           | Goal        | W           | Goal        | Seizoen bij PEC Zwolle | Vorige club             | Debuut PEC Zwolle |             |             |             |             |
| Doelvrouwen     | Doelvrouwen               | Doelvrouwen        | Doelvrouwen | Doelvrouwen | Doelvrouwen | Doelvrouwen | Doelvrouwen | Doelvrouwen | Doelvrouwen            | Doelvrouwen             | Doelvrouwen       | Doelvrouwen | Doelvrouwen | Doelvrouwen | Doelvrouwen |
| --------------- | ------------------------- | ------------------ | ----------- | ----------- | ----------- | ----------- | ----------- | ----------- | ---------------------- | ----------------------- | ----------------- | ----------- | ----------- | ----------- | ----------- |
| 1               | Vlag van Nederland        | Moon Pondes        | 24          | 0           | 2           | 0           | 26          | 0           | 6e                     | FC Twente               | 5 mei 2017        |             |             |             |             |
| 16              | Vlag van Nederland        | Tirsa Postma       | 0           | 0           | 0           | 0           | 0           | 0           | 6e                     | Jeugd                   | 23 februari 2018  |             |             |             |             |
| 36              | Vlag van Nederland        | Melissa Kwakman    | 0           | 0           | 0           | 0           | 0           | 0           | 1e                     | Jeugd                   | –                 |             |             |             |             |
| Verdedigsters   |                           |                    |             |             |             |             |             |             |                        |                         |                   |             |             |             |             |
| 2               | Vlag van Nederland        | Licia Darnoud      | 12          | 0           | 1           | 0           | 13          | 0           | 1e                     | FC Twente               | 5 december 2021   |             |             |             |             |
| 3               | Vlag van Nederland        | Moïsa van Koot     | 23          | 4           | 1           | 1           | 24          | 5           | 4e                     | Jeugd                   | 2 november 2018   |             |             |             |             |
| 4               | Vlag van Nederland        | Marit Auée         | 21          | 2           | 2           | 1           | 23          | 3           | 3e                     | Universiteit van Dallas | 15 februari 2019  |             |             |             |             |
| 5               | Vlag van Nederland        | Imre van der Vegt  | 7           | 0           | 0           | 0           | 7           | 0           | 4e                     | Jeugd                   | 6 september 2019  |             |             |             |             |
| 17              | Vlag van Nederland        | Leonie Vliek       | 7           | 1           | 2           | 1           | 9           | 2           | 4e                     | Clubloos                | 12 mei 2018       |             |             |             |             |
| 20              | Vlag van Nederland        | Loyce Speelman     | 17          | 0           | 2           | 2           | 19          | 2           | 2e                     | Jeugd                   | 27 augustus 2021  |             |             |             |             |
| 29              | Vlag van Nederland        | Julia Wattilete    | 1           | 0           | 0           | 0           | 1           | 0           | 1e                     | Jeugd                   | 12 februari 2022  |             |             |             |             |
| 31              | Vlag van Nederland        | Ana Nassette       | 18          | 0           | 1           | 1           | 19          | 1           | 1e                     | Jeugd                   | 27 augustus 2021  |             |             |             |             |
| 32              | Vlag van Nederland        | Mayke Lindner      | 3           | 0           | 0           | 0           | 3           | 0           | 1e                     | Jeugd                   | 3 september 2021  |             |             |             |             |
| 37              | Vlag van Nederland        | Tara Kommer        | 1           | 0           | 0           | 0           | 1           | 0           | 1e                     | Jeugd                   | 12 november 2021  |             |             |             |             |
| 42              | Vlag van Nederland        | Melissa Schilder   | 2           | 0           | 1           | 0           | 3           | 0           | 1e                     | Jeugd                   | 16 januari 2022   |             |             |             |             |
| Middenveldsters |                           |                    |             |             |             |             |             |             |                        |                         |                   |             |             |             |             |
| 6               | Vlag van Nederland        | Kely Pruim         | 23          | 1           | 2           | 1           | 25          | 2           | 6e                     | Jeugd                   | 1 september 2017  |             |             |             |             |
| 7               | Vlag van Nederland        | Danique Noordman   | 22          | 3           | 2           | 1           | 24          | 4           | 2e                     | Jeugd                   | 6 september 2020  |             |             |             |             |
| 8               | Vlag van Nederland        | Celien Tiemens     | 23          | 1           | 2           | 1           | 25          | 2           | 4e                     | Jeugd                   | 2 november 2018   |             |             |             |             |
| 10              | Vlag van België           | Jassina Blom       | 0           | 0           | 0           | 0           | 0           | 0           | 2e                     | KAA Gent Ladies         | 6 september 2020  |             |             |             |             |
| 15              | Vlag van Verenigde Staten | Katie Murray       | 18          | 0           | 2           | 0           | 20          | 0           | 1e                     | UD Granadilla Tenerife  | 24 september 2021 |             |             |             |             |
| 21              | Vlag van Nederland        | Tess van Bentem    | 16          | 1           | 1           | 0           | 17          | 1           | 2e                     | Jeugd                   | 6 september 2020  |             |             |             |             |
| 38              | Vlag van Nederland        | Tara te Wierik     | 1           | 0           | 0           | 0           | 1           | 0           | 1e                     | Jeugd                   | 8 mei 2022        |             |             |             |             |
| 40              | Vlag van Nederland        | Senne van de Velde | 1           | 0           | 0           | 0           | 1           | 0           | 1e                     | Jeugd                   | 8 mei 2022        |             |             |             |             |
| Aanvalsters     |                           |                    |             |             |             |             |             |             |                        |                         |                   |             |             |             |             |
| 9               | Vlag van Nederland        | Naomi Hilhorst     | 0           | 0           | 0           | 0           | 0           | 0           | 2e                     | FC Twente               | 6 september 2020  |             |             |             |             |
| 11              | Vlag van Nederland        | Marushka van Olst  | 24          | 5           | 2           | 1           | 26          | 6           | 3e                     | Jeugd                   | 23 augustus 2019  |             |             |             |             |
| 14              | Vlag van Nederland        | Jill Diekman       | 6           | 2           | 0           | 0           | 6           | 2           | 2e                     | Jeugd                   | 20 november 2020  |             |             |             |             |
| 18              | Vlag van Nederland        | Evi Maatman        | 22          | 4           | 0           | 0           | 22          | 4           | 2e                     | Jeugd                   | 23 april 2021     |             |             |             |             |
| 19              | Vlag van Suriname         | Amy Banarsie       | 19          | 3           | 0           | 0           | 19          | 3           | 7e                     | Jeugd                   | 13 mei 2016       |             |             |             |             |
| 22              | Vlag van Nederland        | Pien Hindriksen    | 8           | 0           | 0           | 0           | 8           | 0           | 4e                     | Jeugd                   | 7 september 2018  |             |             |             |             |
| 23              | Vlag van Verenigde Staten | Karli White        | 9           | 2           | 1           | 0           | 10          | 2           | 1e                     | FC Jumonji Ventus       | 24 september 2021 |             |             |             |             |
| 26              | Vlag van Nederland        | Zoë Brouwer        | 1           | 0           | 1           | 1           | 2           | 1           | 1e                     | Jeugd                   | 29 januari 2022   |             |             |             |             |
| 33              | Vlag van Nederland        | Floor Heijne       | 2           | 0           | 1           | 0           | 3           | 0           | 1e                     | Jeugd                   | 16 januari 2022   |             |             |             |             |
| 34              | Vlag van Nederland        | Jeva Walk          | 21          | 3           | 1           | 1           | 22          | 4           | 1e                     | Jeugd                   | 27 augustus 2021  |             |             |             |             |
| Nr.             | Nat.                      | Naam               | W           | Goal        | W           | Goal        | W           | Goal        | Seizoen bij PEC Zwolle | Vorige club             | Debuut            |             |             |             |             |
| Nr.             | Nat.                      | Naam               | Competitie  | Competitie  | Beker       | Beker       | Totaal      | Totaal      | Seizoen bij PEC Zwolle | Vorige club             | Debuut            |             |             |             |             |

### Legenda
| # | Reden                                          |
| - | ---------------------------------------------- |
|   | Heeft de club in het lopende seizoen verlaten. |
|   | Heeft de club op huurbasis verlaten.           |

### Technische staf
| Naam         | Functie           |
| ------------ | ----------------- |
| Joran Pot    | Hoofdtrainer      |
| Jim Brinkhof | Assistent-trainer |

## Statistieken PEC Zwolle 2021/2022

### Tussenstand PEC Zwolle in de Nederlandse Vrouwen Eredivisie 2021 / 2022
| Stand | Gespeeld | Gewonnen | Gelijk | Verloren | Punten | Doelpunten voor | Doelpunten tegen | Gele kaarten | Rode kaarten |
| ----- | -------- | -------- | ------ | -------- | ------ | --------------- | ---------------- | ------------ | ------------ |
| 6e    | 24       | 8        | 4      | 12       | 28     | 33              | 46               | 7            | 0            |

### Topscorers
| #              | Naam                     | Goal |
| -------------- | ------------------------ | ---- |
| 1.             | Marushka van Olst        | 5    |
| 2.             | Moïsa van Koot           | 4    |
| 2.             | Evi Maatman              | 4    |
| 4.             | Amy Banarsie             | 3    |
| 4.             | Danique Noordman         | 3    |
| 4.             | Jeva Walk                | 3    |
| 7.             | Marit Auée               | 2    |
| 7.             | Jill Diekman             | 2    |
| 7.             | Karli White              | 2    |
| 10.            | Tess van Bentem          | 1    |
| 10.            | Kely Pruim               | 1    |
| 10.            | Celien Tiemens           | 1    |
| 10.            | Leonie Vliek             | 1    |
| Eigen doelpunt |                          |      |
| 1.             | Anna Ruiter (VV Alkmaar) | 1    |
| Totaal         | Totaal                   | 33   |

| #      | Naam              | Goal |
| ------ | ----------------- | ---- |
| 1.     | Loyce Speelman    | 2    |
| 2.     | Zoë Brouwer       | 1    |
| 2.     | Licia Darnoud     | 1    |
| 2.     | Moïsa van Koot    | 1    |
| 2.     | Marushka van Olst | 1    |
| 2.     | Leonie Vliek      | 1    |
| 2.     | Jeva Walk         | 1    |
| Totaal | Totaal            | 8    |

| #      | Naam              | Goal |
| ------ | ----------------- | ---- |
| 1.     | Amy Banarsie      | 2    |
| 1.     | Evi Maatman       | 2    |
| 3.     | Marit Auée        | 1    |
| 3.     | Tess van Bentem   | 1    |
| 3.     | Jill Diekman      | 1    |
| 3.     | Pien Hindriksen   | 1    |
| 3.     | Marushka van Olst | 1    |
| 3.     | Imre van der Vegt | 1    |
| 3.     | Jeva Walk         | 1    |
| Totaal | Totaal            | 11   |

### Kaarten
| #      | Naam           | Kreeg geel |
| ------ | -------------- | ---------- |
| 1.     | Kely Pruim     | 2          |
| 2.     | Licia Darnoud  | 1          |
| 2.     | Jill Diekman   | 1          |
| 2.     | Moïsa van Koot | 1          |
| 2.     | Katie Murray   | 1          |
| 2.     | Jeva Walk      | 1          |
| Totaal | Totaal         | 7          |

| #      | Naam           | Kreeg voor de tweede keer geel en dus rood |
| ------ | -------------- | ------------------------------------------ |
| –      | Geen speelster | 0                                          |
| Totaal | Totaal         | 0                                          |

| #      | Naam           | Weggestuurd |
| ------ | -------------- | ----------- |
| –      | Geen speelster | 0           |
| Totaal | Totaal         | 0           |

### Punten per speelronde
| Speelronde | 1 | 2 | 3 | 4 | 5 | 6 | 7 | 8 | 9 | 10 | 11 | 12 | 13 | 14 | 15 | 16 | 17 | 18 | 19 | 20 | 21 | 22 | 23 | 24 |
| ---------- | - | - | - | - | - | - | - | - | - | -- | -- | -- | -- | -- | -- | -- | -- | -- | -- | -- | -- | -- | -- | -- |
| Punten     | 0 | 3 | 3 | 3 | 1 | 3 | 0 | 0 | 0 | 1  | 0  | 0  | 3  | 0  | 3  | 0  | 0  | 3  | 3  | 0  | 1  | 0  | 0  | 1  |

### Punten na speelronde
| Speelronde | 1 | 2 | 3 | 4 | 5  | 6  | 7  | 8  | 9  | 10 | 11 | 12 | 13 | 14 | 15 | 16 | 17 | 18 | 19 | 20 | 21 | 22 | 23 | 24 |
| ---------- | - | - | - | - | -- | -- | -- | -- | -- | -- | -- | -- | -- | -- | -- | -- | -- | -- | -- | -- | -- | -- | -- | -- |
| Punten     | 0 | 3 | 6 | 9 | 10 | 13 | 13 | 13 | 13 | 14 | 14 | 14 | 17 | 17 | 20 | 20 | 20 | 23 | 26 | 26 | 27 | 27 | 27 | 28 |

### Stand na speelronde
| Speelronde | 1  | 2  | 3  | 4  | 5  | 6  | 7  | 8  | 9  | 10 | 11 | 12 | 13 | 14 | 15 | 16 | 17 | 18 | 19 | 20 | 21 | 22 | 23 | 24 |
| ---------- | -- | -- | -- | -- | -- | -- | -- | -- | -- | -- | -- | -- | -- | -- | -- | -- | -- | -- | -- | -- | -- | -- | -- | -- |
| Stand      | 7e | 4e | 2e | 1e | 1e | 1e | 1e | 5e | 5e | 5e | 6e | 6e | 6e | 6e | 5e | 6e | 6e | 6e | 6e | 6e | 6e | 6e | 6e | 6e |

### Doelpunten per speelronde
| Speelronde | 1 | 2 | 3 | 4 | 5 | 6 | 7 | 8 | 9 | 10 | 11 | 12 | 13 | 14 | 15 | 16 | 17 | 18 | 19 | 20 | 21 | 22 | 23 | 24 | Totaal |
| ---------- | - | - | - | - | - | - | - | - | - | -- | -- | -- | -- | -- | -- | -- | -- | -- | -- | -- | -- | -- | -- | -- | ------ |
| Doelpunten | 0 | 3 | 4 | 3 | 1 | 2 | 1 | 1 | 1 | 1  | 2  | 0  | 3  | 1  | 2  | 0  | 1  | 2  | 2  | 0  | 2  | 0  | 0  | 1  | 33     |

## Mutaties

### Zomer

#### Aangetrokken
| Nr. | Nat. | Naam          | Van                     | Type         | Contract     | Transfersom | Bijzonderheid |
| --- | ---- | ------------- | ----------------------- | ------------ | ------------ | ----------- | ------------- |
| 2   | NL   | Licia Darnoud | FC Twente               | Transfervrij | 30 juni 2023 | n.v.t.      | –             |
| 4   | NL   | Marit Auée    | Universiteit van Dallas | Transfervrij | 30 juni 2023 | n.v.t.      | –             |
| 23  | VS   | Karli White   | FC Jumonji Ventus       | Transfervrij | 30 juni 2022 | n.v.t.      | –             |
| 15  | VS   | Katie Murray  | UD Granadilla Tenerife  | Transfervrij | 30 juni 2022 | n.v.t.      | –             |

#### Vertrokken
| Nr. | Nat. | Naam                       | Naar                   | Type         | Transfersom | Wed. | Dlpt. |
| --- | ---- | -------------------------- | ---------------------- | ------------ | ----------- | ---- | ----- |
| 6   | NL   | Maud Asbroek               | Nog niet bekend        | Transfervrij | n.v.t.      | 75   | 8     |
| 40  | NL   | Lotje de Keijzer           | FC Twente              | Transfervrij | n.v.t.      | 5    | 0     |
| 21  | NL   | Dominique Bruinenberg      | SC Sand                | Transfervrij | n.v.t.      | 43   | 18    |
| 39  | NL   | Robina Eenkhoorn           | Nog niet bekend        | Transfervrij | n.v.t.      | 1    | 0     |
| 8   | NL   | Jeslin Niens               | Nog niet bekend        | Transfervrij | n.v.t.      | 56   | 1     |
| 22  | NL   | Beau Rijks                 | Excelsior              | Transfervrij | n.v.t.      | 14   | 0     |
| 4   | NL   | Shanel Smid                | Nog niet bekend        | Transfervrij | n.v.t.      | 72   | 1     |
| 7   | NL   | Maxime Bennink             | Feyenoord              | Transfervrij | n.v.t.      | 107  | 15    |
| 14  | NL   | Cheyenne van den Goorbergh | Feyenoord              | Transfervrij | n.v.t.      | 26   | 0     |
| 20  | NL   | Lauri Weijkamp             | Nog niet bekend        | Transfervrij | n.v.t.      | 87   | 6     |
| 10  | BE   | Jassina Blom               | UD Granadilla Tenerife | Transfer     | Niet bekend | 24   | 8     |

#### Statistieken transfers zomer
| Gekochte spelers | Verkochte spelers | Gehuurde spelers | Verhuurde spelers | Spelers terug van verhuurperiode | Spelers einde van huurperiode | Transfervrij aangetrokken spelers | Transfervrij vertrokken spelers | Doorgestroomde jeugdspelers |
| ---------------- | ----------------- | ---------------- | ----------------- | -------------------------------- | ----------------------------- | --------------------------------- | ------------------------------- | --------------------------- |
| 0                | 1                 | 0                | 0                 | 0                                | 0                             | 4                                 | 10                              | 0                           |

### Zomer

#### Aangetrokken
| Nr. | Nat. | Naam         | Van       | Type         | Contract | Transfersom | Bijzonderheid |
| --- | ---- | ------------ | --------- | ------------ | -------- | ----------- | ------------- |
| 17  | NL   | Leonie Vliek | 'Çlubloos | Transfervrij |          | n.v.t.      | –             |

#### Statistieken transfers winter
| Gekochte spelers | Verkochte spelers | Gehuurde spelers | Verhuurde spelers | Spelers terug van verhuurperiode | Spelers einde van huurperiode | Transfervrij aangetrokken spelers | Transfervrij vertrokken spelers | Doorgestroomde jeugdspelers |
| ---------------- | ----------------- | ---------------- | ----------------- | -------------------------------- | ----------------------------- | --------------------------------- | ------------------------------- | --------------------------- |
| 0                | 0                 | 0                | 0                 | 0                                | 0                             | 1                                 | 0                               | 0                           |

## Voetnoten
ADO Den Haag · 
Ajax · 
VV Alkmaar · 
Excelsior · 
Feyenoord · 
sc Heerenveen · 
PEC Zwolle · 
PSV · 
FC Twente